# Jackson család
A Jackson család híres amerikai zenész család. Az Indiana állambeli Garyből származnak, később a kaliforniai Encinóba költöztek. A család Joseph és Katherine Jacksonból, kilenc gyermekükből, unokáikból és dédunokáikból áll. A zenei életben először öt legidősebb fiuk, Jackie, Jermaine, Tito, Marlon és Michael jelent meg a The Jackson 5 együttessel, ami az 1970-es évek egyik legsikeresebb együttese volt. Kiadóváltás után Jermaine kilépett az együttesből, ami The Jacksonsra változtatta a nevét, és a legkisebb fivér, Randy került a helyére. Később a fiúk közül többen is szólókarrierbe kezdtek, a legnagyobb sikert Michael aratta. Joseph Jackson egy időben tervezte, hogy a lányaiból is együttest alakít, végül azonban a három Jackson lány, Rebbie, La Toya és Janet szólóénekesként futottak be zenei karriert, a legnagyobb sikere Janetnek lett.
A Jackson családot sokszor övezte botrány, főleg Michaelt, akinek kétszer is bíróság elé kellett állnia gyermekmolesztálás vádjával. Több családtag is kritizálta apjukat, amiért gyermekkorukban túl keményen bánt velük. Több Jackson-unoka is a szórakoztatóiparban kezdett dolgozni.

## A Jackson-klán alapítói (Az első nemzedék szülei)
Joseph Walter Jackson 1928. július 26-án született az Arkansas állambeli Fountain Hillben Samuel Jackson és Crystal Lee King négy gyermeke közül a legidősebbként. Katherine Esther Scruse 1930. május 4-én született Alabamában, Prince Albert Scruse és Martha Upshaw két lánya közül az elsőként. Joseph és Katherine 1949. november 5-én házasodtak össze, és az indianai Garybe költöztek, egy kétszobás házba, amit 800 dollárért vettek. Minden gyermekük itt született. Joe egy The Falcons nevű R&B-együttes tagja volt két évig, majd darukezelőként dolgozott, mielőtt gyermekei menedzsere lett.

## Első nemzedék
Az első nemzedéknek Joseph és Katherine közös 10 gyermekét, valamint Joseph Jackson balkézről született lányát hívjuk. Joseph és Katherine Jackson gyermekei:
- Maureen Reilette „Rebbie” Jackson (1950. május 29.)
- Sigmund Esco „Jackie” Jackson (1951. május 4.)
- Toriano Adaryll „Tito” Jackson (1953. október 15. –  2024. szeptember 15.)
- Jermaine La Jaune Jackson (1954. december 11.)
- La Toya Yvonne Jackson (1956. május 29.)
- Marlon David Jackson (1957. március 12.)
- Brandon Jackson (1957. március 12., születésekor meghalt)
- Michael Joseph Jackson (1958. augusztus 29. – 2009. június 25.)
- Steven Randall „Randy” Jackson (1961. október 29.)
- Janet Damita Jo Jackson (1966. május 16.)
- JohVonnie Nakia Jeboo Jackson (1974)

## Második nemzedék
Második nemzedéknek Joseph és Katherine unokáit tekintjük. A Jackson házaspár 9 felnőttkort is megélt gyermekéből csak egynek, La Toya Jacksonnak nem született gyermeke, Janet Jacksonnak csak nagyon későn. A legtöbb gyermeke Jermaine Jacksonnak született, ő 7 gyermekkel büszkélkedhet. Érdekesség, hogy a Jackson családban 2 gyerek (Rebbie Jackson és Marlon Jackson) kivételével mindenki elvált már vagy újraházasodott. További érdekesség, hogy Randy gyermekének és Jermaine két gyermekének is ugyanaz a nő az édesanyja.
A Jackson család második nemzedékéhez összesen 30 gyermeket sorolunk:
- Rebbie Jackson gyermekei (apjuk Nathaniel Brown)

1. Stacee Brown (1975) énekes, dalszerző, gyakran dolgozik együtt húgával.
2. Yashi Brown (1977) énekes, dalszerző
3. Austin „Auggie” Brown (1985) énekes, dalszerző, zenész

- Jackie Jackson gyermekei

1. Sigmund Esco „Siggy” Jackson, Jr. (1977) rapper DealZ néven (anyja Enid Spann)
2. Brandi Jackson (1982) énekes (anyja Enid Spann)
3. Jaylen Milan Jackson (2013, anyja Emily Besselink)
4. River T Jackson (2013, anyja Emily Besselink)

- Tito Jackson gyermekei (anyjuk Delores „Dee Dee” Martes)

1. Tariano Adaryll Jackson, Jr. (1973) a 3T együttes tagja
2. Taryll Adren Jackson (1975) a 3T együttes tagja
3. Tito Joe „TJ” Jackson (1978) a 3T együttes tagja; fia, Royalty 2000-ben született

- Jermaine Jackson gyermekei:

1. Jermaine La Juane Jackson, Jr. (1977, anyja Hazel Gordy)
2. Autumn Joy Jackson (1978, anyja Hazel Gordy)
3. Dawn Jackson (1985)
4. Jeremy Jackson (1986, anyja Margaret Maldonado)
5. Jaimy Jackson (1987, anyja Hazel Gordy)
6. Jourdynn Jackson (1989, anyja Margaret Maldonado)
7. Jaffar Jackson (1996, anyja Alejandra Oaziaza)
8. Jermajesty Jackson (2000, anyja Alejandra Oaziaza)

- Marlon Jackson gyermekei (anyjuk Carol Parker)

1. Valencia Caroline Jackson (1977)
2. Brittany Shauntee Jackson (1978)
3. Marlon David Jackson, Jr. (1985) egy hiphopduó tagja

- Michael Jackson gyermekei

1. Prince Michael Joseph Jackson, Jr. (1997, anyja Debbie Rowe)
2. Paris Katherine Jackson (1998, anyja Debbie Rowe)
3. Prince Michael Joseph Jackson II („Blanket”) (2002)

- Randy Jackson gyermekei

1. Genevieve Jackson (1989, anyja Alejandra Oaziaza)
2. Steveanna Jackson (1990, anyja Eliza Shaffel)
3. Donte Jackson (1991, anyja Alejandra Oaziaza)
4. Steven Randall Jackson, Jr. (1991, anyja Alejandra Oaziaza)

- Janet Jackson gyermeke

1. Eissa Al Mana (2017, apja Wissam Al Mana)

- Johvonnie Jackson gyermeke

1. Jasmine

## Harmadik nemzedék
A harmadik nemzedék az Katherine és Joseph Jackson dédunokáit jelenti.
A harminc unokából eddig csak hét gyereknek született gyermeke.
Az erősen megfogyatkozott harmadik generációhoz tizenkilenc (vér szerint tizenhét) gyermeket sorolunk:
- Stacee Brown

1. London Blue Salas (2005)

- Tariano Adaryll Jackson

1. Taylor Aurora Scoo Jackson (2018)

- Taryll Adren Jackson

1. Bryce Jackson (2008)
2. Adren Jackson (2011)

- Siggy Jackson

1. Jared Jackson (2011)
2. Kai-Ari Jackson (2014)
3. Skyy Jackson (2018)

- Jermaine La June Jackson Jr.

1. Soltan Soul Jackson (2017)

- Valencia Caroline Jackson

1. Noah Laniak (2006)
2. Sophia Laniak (2007)

- TJ Jackson

1. Royal Jackson (1999)
2. Dee Dee Jackson (2008)
3. Jo Jo Jackson (2010)
4. Rio Jackson (2015)
  - Örökbe fogadott gyermekei:

  1. Saige
  2. Lexci

- Britanny Jackson

1. Phoenix Sanchez (2010)
2. Savanna Sanchez (2011)
3. Summer Sanchez (2014)